# Genootschapseilanden
| Bovenwindse eilanden - Tahiti - Moorea - Tetiaroa - Maiao - Mehetia Benedenwindse eilanden - Huahine - Raiatea en Tahaa - Bora Bora - Maupiti - Tupai - Manuae - Maupihaa - Motu One, Bellingshausen |                            |
| officiële taal | Frans                      |
| andere talen | Polynesische talen         |
| munteenheid | 1 CFP-frank = 100 Centimes |
| tijdzone | UTC−10 tot UTC−11          |
| dichtheid | 98,8/km²                   |
| Etniciteiten |                            |
| Polynesiërs | 75%                        |
| Europeanen | 15%                        |
| Chinezen | 10%                        |

De Genootschapseilanden (Frans: Îles de la Société; officieel: Archipel de la Société) zijn een van de vijf eilandengroepen van Frans-Polynesië in de zuidelijke Grote Oceaan. Een groot deel van de Frans-Polynesische bevolking leeft op deze eilanden.

## Geografie
De Genootschapseilanden zijn een tropische eilandengroep van vulkanische oorsprong. Ze vormen de economisch belangrijkste eilandengroep binnen de archipel van Frans-Polynesië. Ze worden onderverdeeld in twee groepen:
- de oostelijke Bovenwindse Eilanden, îles du Vent
- de westelijke Benedenwindse Eilanden, îles sous le Vent

Op het hoofdeiland Tahiti leeft 50% van de inwoners en bevindt zich de Frans-Polynesische hoofdstad Papeete. De bewoning is geconcentreerd in de kustgebieden en neemt af in de richting van het bergachtige centrum.

## Flora en fauna
De tropische regenwouden van Frans-Polynesië bevatten veel zeldzame plant- en diersoorten. De eilanden zijn vooral bekend vanwege de geurige coulissen. De Tiaré tahiti, die uitsluitend bloeit op de Genootschapseilanden, is een zeer sterk geurende bloem en het nationale symbool van Frans-Polynesië en Tahiti. Hij staat momenteel onder bescherming. De atollen om de eilanden zijn bedekt met talrijke koralen, waaromheen clownvissen en vlindervissen zwemmen. Ook de Reuzenmanta bevindt zich hier. Door de kernproeven van Frankrijk tussen 1966 en 1968 is wel een deel van het waterleven op de eilanden onherstelbaar getroffen.

## Geschiedenis
De eerste bewoners van de Genootschapseilanden waren de Polynesiërs, die de archipel vanuit Samoa koloniseerden. Data hiervoor variëren sterk, maar het 1e millennium na Christus lijkt het meest waarschijnlijk. De Europese ontdekking van de Genootschapseilanden vond plaats in 1768 door Samuel Wallis, die ze beschreef en het hoofdeiland Tahiti toen King George Island noemde naar George III, de opdrachtgever en sponsor van zijn wereldreis. Zeven maanden later voer Louis Antoine de Bougainville naar de Genootschapseilanden, niet wetende dat hij op een eilandengroep afvoer die reeds was ontdekt. In 1777 was het James Cook die de eilanden redelijk natuurgetrouw in kaart bracht. In 1843 begon de kolonisering door Frankrijk.
Van 1966 tot 1968 voerde Frankrijk kernproeven uit op het atol Mururoa en zorgde daardoor voor veel onherstelbare schade aan het omringende waterleven. Nog steeds worden aan toeristen joodtabletten uitgedeeld, aangezien de vis die in restaurants op de eilanden wordt verkocht nog steeds schadelijk kan zijn voor de gezondheid door de radioactiviteit, die in de vissen is achtergebleven.

## Klimaat
Het klimaat op de eilanden varieert van subtropisch tot tropisch op basis van de grootte van de eilanden. De warmte en de extreem hoge luchtvochtigheid hebben samen met de vruchtbare vulkanische bodem gezorgd voor dichte regenwouden op de eilanden. Er worden twee jaargetijden onderscheiden: het hete jaargetijde dat duurt van november tot maart en het koelere jaargetijde, dat van april tot oktober loopt.
| Klimaattabel |         |         |         |         |         |         |         |       |         |         |         |
| jan          | feb     | maart   | april   | mei     | juni    | juli    | aug     | sep   | okt     | nov     | dec     |
| 27 °C        | 27,1 °C | 27,4 °C | 27,1 °C | 26,4 °C | 25,2 °C | 24,7 °C | 24,6 °C | 25 °C | 25,6 °C | 26,3 °C | 26,6 °C |

Genootschapseilanden (Bovenwindse Eilanden · Benedenwindse Eilanden) · Tuamotu-Gambier (Gambiereilanden · Tuamotu) · Australeilanden · Marquesaseilanden
Bovenwindse Eilanden:
Maiao ·
Mehetia ·
Moorea ·
Tahiti ·
Tetiaroa
Benedenwindse Eilanden:
Bora Bora ·
Huahine ·
Manuae ·
Maupihaa ·
Maupiti ·
Motu One ·
Raiatea ·
Tahaa ·
Tupai